# Faris Moumbagna
Faris Moumbagna, né le 1er juillet 2000 à Yaoundé au Cameroun, est un footballeur international camerounais qui joue au poste d'avant-centre à l'Olympique de Marseille.

## Biographie

### En club

#### Débuts professionnels
Né à Yaoundé au Cameroun, Faris Moumbagna commence le football dans le club local du Rainbow FC avant de rejoindre les États-Unis et la Montverde Academy (en). Le 17 juillet 2018, il rejoint le Steel de Bethlehem, l'équipe réserve de l'Union de Philadelphie.
Le 18 mai 2020, Faris Moumbagna rejoint la Norvège afin de s'engager en faveur du Kristiansund BK. Il signe un contrat de trois ans,.
Il joue son premier match sous ses nouvelles couleurs le 21 juin 2020, lors d'une rencontre d'Eliteserien, l'élite du football norvégien, face à l'Aalesunds FK. Il entre en jeu et son équipe s'impose par sept buts à deux. C'est également contre l'Aalesunds FK qu'il inscrit son premier but pour le club, le 4 octobre 2020, en championnat. Titulaire, il participe à la victoire de son équipe (1-2 score final).
Le 26 août 2021 il rejoint le Danemark et le club de SønderjyskE, sous la forme d'un prêt d'une saison.
Il joue son premier match pour le club le 22 septembre 2021, lors d'une rencontre de Coupe du Danemark face au B 1913 Odense. Il est titularisé et participe à la victoire de son équipe par quatre buts à trois en marquant également son premier but pour le club.

#### FK Bodø/Glimt
Le 12 janvier 2023, Faris Moumbagna s'engage en faveur du FK Bodø/Glimt. Il signe un contrat de quatre ans, soit jusqu'en décembre 2026,.

#### Olympique de Marseille
Le 20 janvier 2024, il s'engage contre 8 millions d'euros avec l'Olympique de Marseille jusqu'en 2028 pour concurrencer Aubameyang et Vitinha. Le 9 février 2024, lors de la 21e journée de Ligue 1, il marque son premier but avec l'OM face au FC Metz. Il inscrit son premier but européen lors du quart de finale retour d'Europa League face au Benfica Lisbonne, permettant aux Olympiens de s'imposer aux tirs au but et de se qualifier en demi-finale. Il est exclu pour la première fois le 24 avril 2024, lors d'un match face à l'OGC Nice. Une expulsion jugée très sévère, la commission de discipline valida tout de même la suspension du joueur tout en écartant l' arbitre de la rencontre pour un match.
Le 20 mai 2024, en revenant de la rencontre avec Le Havre, Faris Moumbagna et Jean Onana, accompagné de Bamo Meïté, ont été victimes d'une tentative de vol à main armé de leur voiture, laissant des impacts de balle sur la carrosserie,,.

### En sélection nationale
Le 17 novembre 2023, Moumbagna fait ses débuts avec le Cameroun dans un match contre l'Île Maurice pour les éliminatoires de la Coupe du monde 2026, jouant 70 minutes.
Le 28 décembre 2023, il est retenu dans la liste des vingt-sept joueurs camerounais sélectionnés par Rigobert Song pour disputer la Coupe d'Afrique des nations 2023.

## Statistiques
| Saison                | Club                   | Championnat           | Championnat | Championnat | Championnat | Coupe(s) nationale(s) | Coupe(s) nationale(s) | Coupe(s) nationale(s) | Compétition(s) continentale(s) | Compétition(s) continentale(s) | Compétition(s) continentale(s) | Compétition(s) continentale(s) | Total | Total | Total |
| Saison                | Club                   | Division              | M.          | B.          | P.d.        | M.                    | B.                    | P.d.                  | Comp.                          | M.                             | B.                             | P.d.                           | M.    | B.    | P.d.  |
| 2018                  | Steel de Bethlehem     | USL                   | 15          | 3           | 2           | -                     | -                     | -                     | -                              | -                              | -                              | -                              | 15    | 3     | 2     |
| 2019                  | Steel de Bethlehem     | USL                   | 25          | 11          | 1           | -                     | -                     | -                     | -                              | -                              | -                              | -                              | 25    | 11    | 1     |
| Sous-total            | Sous-total             | Sous-total            | 40          | 14          | 3           | -                     | -                     | -                     | -                              | -                              | -                              | -                              | 40    | 14    | 3     |
| 2020                  | Kristiansund BK        | Eliteserien           | 24          | 4           | 2           | -                     | -                     | -                     | -                              | -                              | -                              | -                              | 24    | 4     | 2     |
| 2021                  | Kristiansund BK        | Eliteserien           | 11          | 0           | 0           | -                     | -                     | -                     | -                              | -                              | -                              | -                              | 11    | 0     | 0     |
| 2022                  | Kristiansund BK        | Eliteserien           | 14          | 5           | 1           | -                     | -                     | -                     | -                              | -                              | -                              | -                              | 14    | 5     | 1     |
| Sous-total            | Sous-total             | Sous-total            | 49          | 9           | 3           | -                     | -                     | -                     | -                              | -                              | -                              | -                              | 49    | 9     | 3     |
| 2021-2022             | SønderjyskE (prêt)     | Superliga             | 10          | 0           | 0           | 4                     | 1                     | 0                     | -                              | -                              | -                              | -                              | 14    | 1     | 0     |
| 2023                  | FK Bodø/Glimt          | Eliteserien           | 28          | 15          | 5           | 8                     | 3                     | 0                     | C4+C4                          | 2+12                           | 0+6                            | 0+1                            | 50    | 24    | 6     |
| 2023-2024             | Olympique de Marseille | Ligue 1               | 13          | 3           | 1           | -                     | -                     | -                     | C3                             | 7                              | 1                              | 0                              | 20    | 4     | 1     |
| 2024-2025             | Olympique de Marseille | Ligue 1               | 1           | 0           | 0           | -                     | -                     | -                     | -                              | -                              | -                              | -                              | 1     | 0     | 0     |
| Sous-total            | Sous-total             | Sous-total            | 14          | 3           | 1           | -                     | -                     | -                     | -                              | 7                              | 1                              | 0                              | 21    | 4     | 1     |
| Total sur la carrière | Total sur la carrière  | Total sur la carrière | 141         | 41          | 12          | 12                    | 4                     | 0                     | -                              | 21                             | 7                              | 1                              | 174   | 52    | 13    |

## En équipe nationale
| Saison                | Sélection             | Phases finales        | Phases finales | Phases finales | Phases finales | Éliminatoires CDM | Éliminatoires CDM | Éliminatoires CDM | Éliminatoires CAN | Éliminatoires CAN | Éliminatoires CAN | Matchs amicaux | Matchs amicaux | Matchs amicaux | Total | Total | Total |
| Saison                | Sélection             | Compétition           | M              | B              | Pd             | M                 | B                 | Pd                | M                 | B                 | Pd                | M              | B              | Pd             | M     | B     | Pd    |
| --------------------- | --------------------- | --------------------- | -------------- | -------------- | -------------- | ----------------- | ----------------- | ----------------- | ----------------- | ----------------- | ----------------- | -------------- | -------------- | -------------- | ----- | ----- | ----- |
| 2023-2024             | Cameroun              | CAN 2023              | 4              | 0              | 0              | 4                 | 0                 | 0                 | -                 | -                 | -                 | 1              | 0              | 0              | 9     | 0     | 0     |
| Total sur la carrière | Total sur la carrière | Total sur la carrière | 4              | 0              | 0              | 4                 | 0                 | 0                 | -                 | -                 | -                 | 1              | 0              | 0              | 9     | 0     | 0     |

## Palmarès
| FK Bodø/Glimt                                                                             | Olympique de Marseille                           |
| ----------------------------------------------------------------------------------------- | ------------------------------------------------ |
| - Championnat de Norvège (1) : - Champion : 2023. - Coupe de Norvège : - Finaliste : 2023 | - Championnat de France : - Vice-champion : 2025 |